# Penroseite
La penroseite è un raro minerale seleniuro con formula chimica (Ni,Co,Cu)Se2. 
Ha colore grigio metallico, con scalfitura nera. Dal punto di vista della struttura cristallina si considera faccia parte del gruppo delle piriti, in quanto cristallizza nel sistema cubico 2/m3. 
La penroseite fu scoperta nel 1925 in rocce riolitiche delle miniere di Pacajake nei pressi di Colquechaca in Bolivia. Prende il nome del geologo statunitense R. A. F. Penrose (1863-1931).